# Hrabstwo Bosque

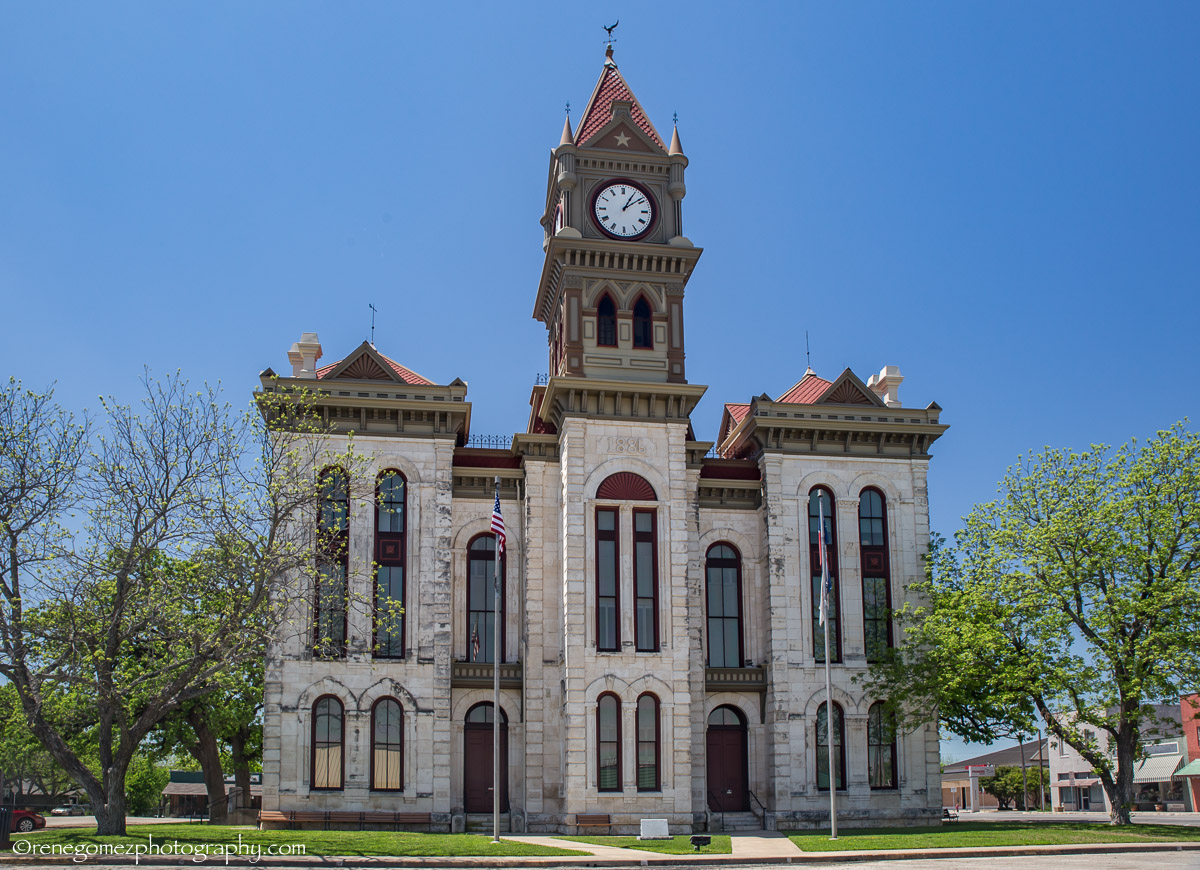
Budynek sądu hrabstwa Bosque (1886), jest jednym z najstarszych nieprzerwanie używanych sądów w Teksasie. Stanowi przykład architektury wiktoriańskiej.

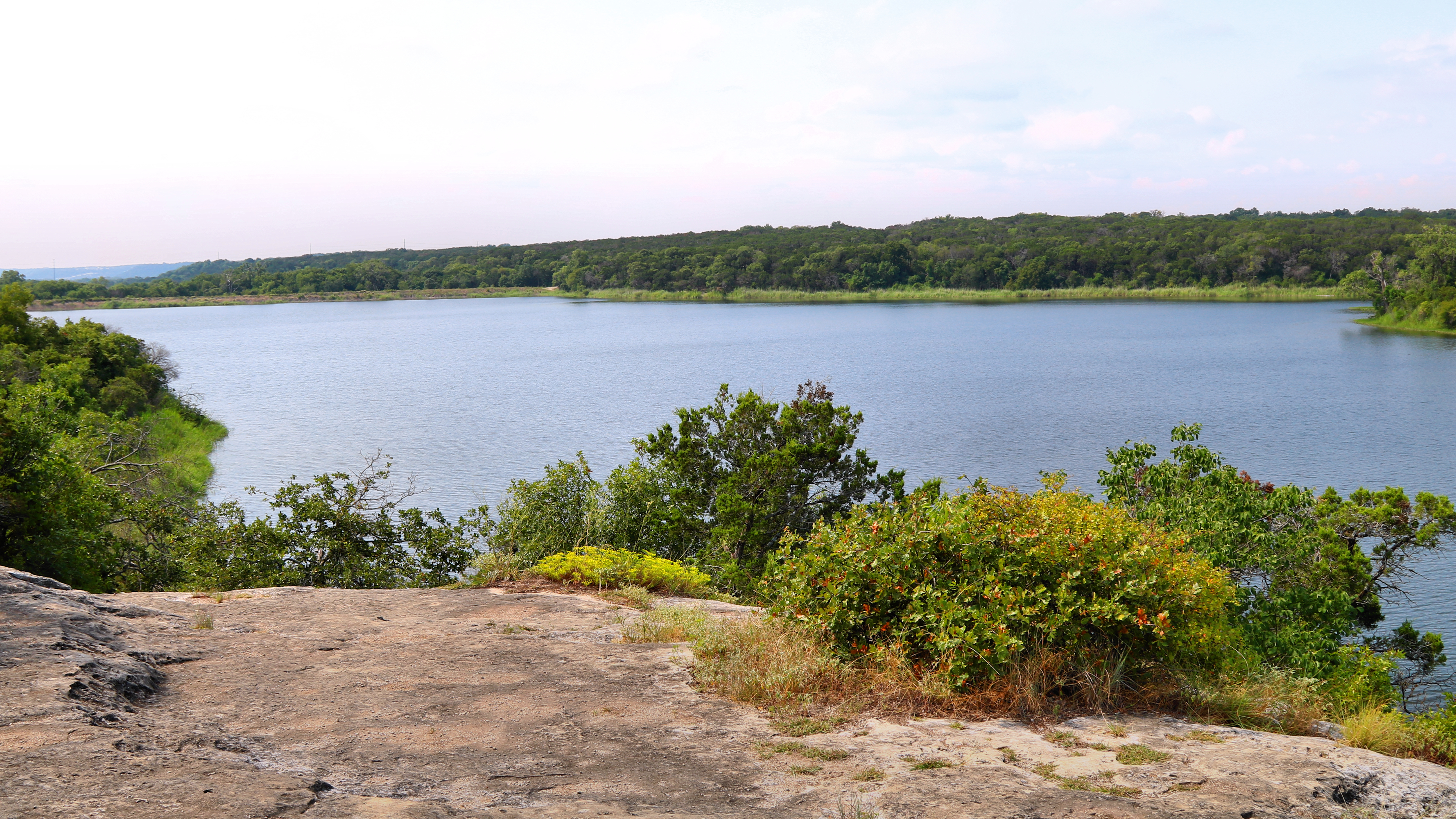
Meridian State Park

Hrabstwo Bosque – hrabstwo w USA, położone w centralnej części stanu Teksas, w sąsiedztwie aglomeracji Dallas–Fort Worth. Zostało wydzielone z hrabstwa McLennan w 1845 r. Według danych z 2024 roku, hrabstwo liczy ok. 19 tys. mieszkańców. Siedzibą władz hrabstwa jest miasteczko Meridian, a największą miejscowością Clifton. 

## Miasta
- Clifton
- Cranfills Gap
- Iredell
- Laguna Park (CDP)
- Meridian
- Morgan
- Valley Mills
- Walnut Springs

## Sąsiednie hrabstwa
- Hrabstwo Somervell (północ)
- Hrabstwo Johnson (północny wschód)
- Hrabstwo Hill (wschód)
- Hrabstwo McLennan (południowy wschód)
- Hrabstwo Coryell (południe)
- Hrabstwo Hamilton (zachód)
- Hrabstwo Erath (północny zachód)

## Demografia
Według danych pięcioletnich z 2023 roku, 75,6% mieszkańców stanowili biali niebędący Latynosami. Mieszkańcy deklarowali głównie pochodzenie meksykańskie (17,5%), niemieckie (15,9%), mieszane (13,8%), angielskie (11%), irlandzkie (10,6%), „amerykańskie” (5,3%) i szkockie lub szkocko–irlandzkie (3,8%). 
Średni dochód gospodarstwa domowego (dane z 2023) w hrabstwie wynosi 69 339 dolarów, zaś dochód na mieszkańca 35 879 dolarów. 11,7% mieszkańców żyje poniżej relatywnej granicy ubóstwa.

## Gospodarka
Gospodarka hrabstwa Bosque opiera się głównie na rolnictwie, ze szczególnym uwzględnieniem hodowli zwierząt. Hrabstwo zajmuje wysokie pozycje w stanie Teksas pod względem:
- hodowli zwierząt egzotycznych (17. miejsce w stanie – 2022[5]) – przykładem jest Texas Safari Ranch, gdzie na powierzchni 1000 akrów żyje ok. 700 egzotycznych zwierząt należących do 35 gatunków[6].
- hodowli koni (18. miejsce w stanie)[4]
- produkcji choinek (17. miejsce w stanie)[4]
- produkcji darni (21. miejsce w stanie)[4]

Ponadto ważną rolę odgrywa hodowla drobiu, kóz, bydła i owiec, a także uprawa orzechów pekan i produkcja siana. Coraz większe znaczenie dla lokalnej ekonomii ma także turystyka i rekreacja.

## Polityka
Hrabstwo Bosque to region o silnych tendencjach konserwatywnych, konsekwentnie wspierający Partię Republikańską w wyborach politycznych. Świadczą o tym wyniki wyborów prezydenckich z 2020 roku, gdzie Donald Trump uzyskał 81,8% głosów, a Joe Biden – 17,1%. 